# Zenvo TSR-S

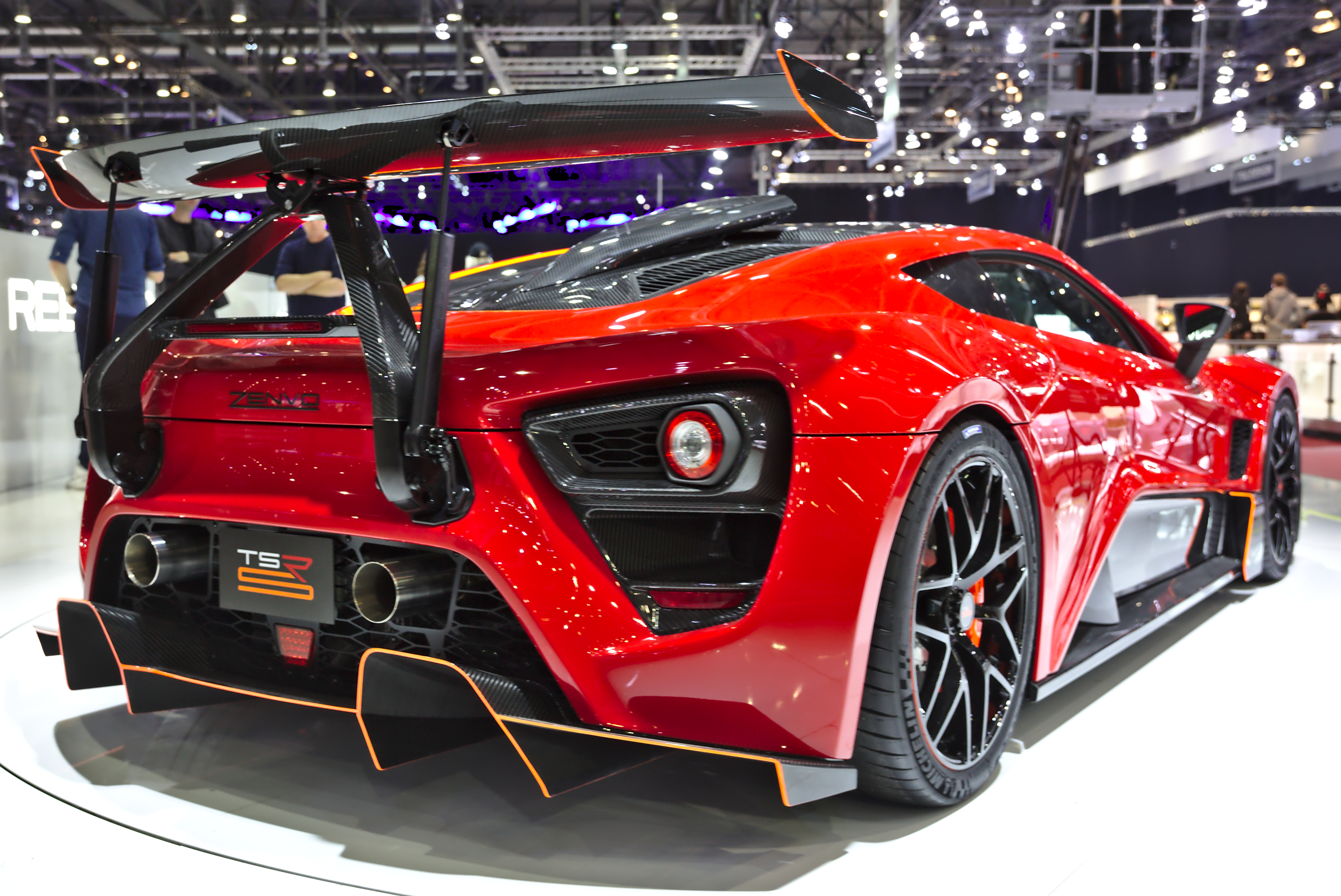
Heckansicht

Der Zenvo TSR-S ist ein hinterradgetriebener Mittelmotor-Supersportwagen des dänischen Kleinserienherstellers Zenvo Automotive, der auf dem 88. Genfer Auto-Salon im März 2018 vorgestellt wurde. Das Fahrzeug ist zwischen dem Zenvo TS1 und dem Zenvo TSR positioniert.

## Technische Daten
Den Antrieb übernimmt wie im TS1 und im TSR ein 5,8-Liter-V8-Ottomotor. Im TSR-S leistet er bis zu 878 kW (1194 PS). Auf 100 km/h beschleunigt der TSR-S in 2,8 Sekunden, die Höchstgeschwindigkeit wird bei 325 km/h elektronisch begrenzt.
|                                             | Zenvo TSR-S                   |
| Bauzeitraum                                 | seit 2018                     |
| Motorkenndaten                              |                               |
| Motortyp                                    | V8-Ottomotor                  |
| Motoraufladung                              | Bi-Kompressor                 |
| Hubraum                                     | 5800 cm³                      |
| max. Leistung bei min−1                     | 878 kW (1194 PS) / 8500       |
| max. Drehmoment bei min−1                   | 1139 Nm                       |
| Kraftübertragung                            |                               |
| Getriebe, serienmäßig                       | sequentielles 7-Gang-Getriebe |
| Messwerte                                   |                               |
| Höchstgeschwindigkeit                       | 325 km/h (abgeregelt)         |
| Beschleunigung, 0–100 km/h                  | 2,8 s                         |
| Beschleunigung, 0–200 km/h                  | 6,8 s                         |
| Leergewicht                                 | 1495 kg                       |
| Kraftstoffverbrauch auf 100 km (kombiniert) |                               |
| CO2-Emissionen (kombiniert)                 |                               |
| Abgasnorm                                   | Euro 6                        |